# Џаму
Џаму је град у Индији у држави Џаму и Кашмир. Према незваничним резултатима пописа 2011. у граду је живело 503.690 становника.

## Становништво
Према незваничним резултатима пописа, у граду је 2011. живело 503.690 становника.
| 1991.   | 2001.   | 2011.   |
| ------- | ------- | ------- |
| 214.737 | 369.959 | 503.690 |